# Parcialna diferencialna enačba
Parcialna diferencialna enačba (PDE) je v matematiki enačba neznane funkcije več spremenljivk. Funkcijo v enačbi predstavljamo kot spremenljivko. Rešitve enačbe so redke, obstaja namreč le peščica PDE, ki jih lahko rešimo. Velikokrat se za reševanje tovrstnih enačb uporabljajo numerične metode. Zato je v zadnjih desetletjih matematično področje numerične analize doživelo velik razcvet. Najpogosteje numerične metode opazimo v mehaniki fluidov, kjer rešujemo sistem Navier-Stokesove enačbe. Ta enačba je znana tudi zaradi tega, ker je dokazovanje obstoja in regularnosti njene rešitve del sedmih veliki matematičnih problemov.
V grobem parcialne diferencialne enačbe delimo na homogene in nehomogene ter na linearne in nelinearne enačbe. Delitev velikokrat razširimo tudi tako, da jih opredelimo na eliptične, hiperbolične in parabolične enačbe. Namesto rešitev se velikokrat dokazuje le obstoj rešitev PDE. Tukaj se povezuje mnogo področji matematike, kot je recimo spektralna analiza, Fourierjeva analiza in harmonična analiza. Za dokazovanje se uporabljajo prostori Soboljeva.
Parcialne diferencialne enačbe se pojavljajo na mnogih znanstvenih področjih. Pogosto jih zasledimo predvsem v fiziki in strojništvu, pa tudi v biologiji in kemiji. V fiziki zasledimo najbolj znane parcialne diferencialne enačbe, kot so recimo toplotna enačba, valovna enačba, konvekcijsko difuzijska enačba, Maxwellove enačbe, Navier-Stokesova enačba, Burgersova enačba, ... Enačbe tega tipa zasledimo tudi v ekonomiji (npr. Black-Scholesova enačba).

## Matematični opis
Naj bo {\displaystyle u:\mathbb {R} ^{n}\to \mathbb {R} } rešitev parcialne diferencialne enačbe prvega reda. Tedaj je enačba podana kot{\displaystyle F(u,u_{x_{1}},u_{x_{2}},...)=0,}kjer {\displaystyle u_{x_{i}}} predstavlja parcialne odvode funkcije {\displaystyle u}.